# Nowoseliwka (Mykolajiw, Stepowe)
Nowoseliwka (ukrainisch Новоселівка; russisch Новосёловка Nowosjolowka) ist ein Dorf im Westen der ukrainischen Oblast Mykolajiw mit etwa 300 Einwohnern (2001).

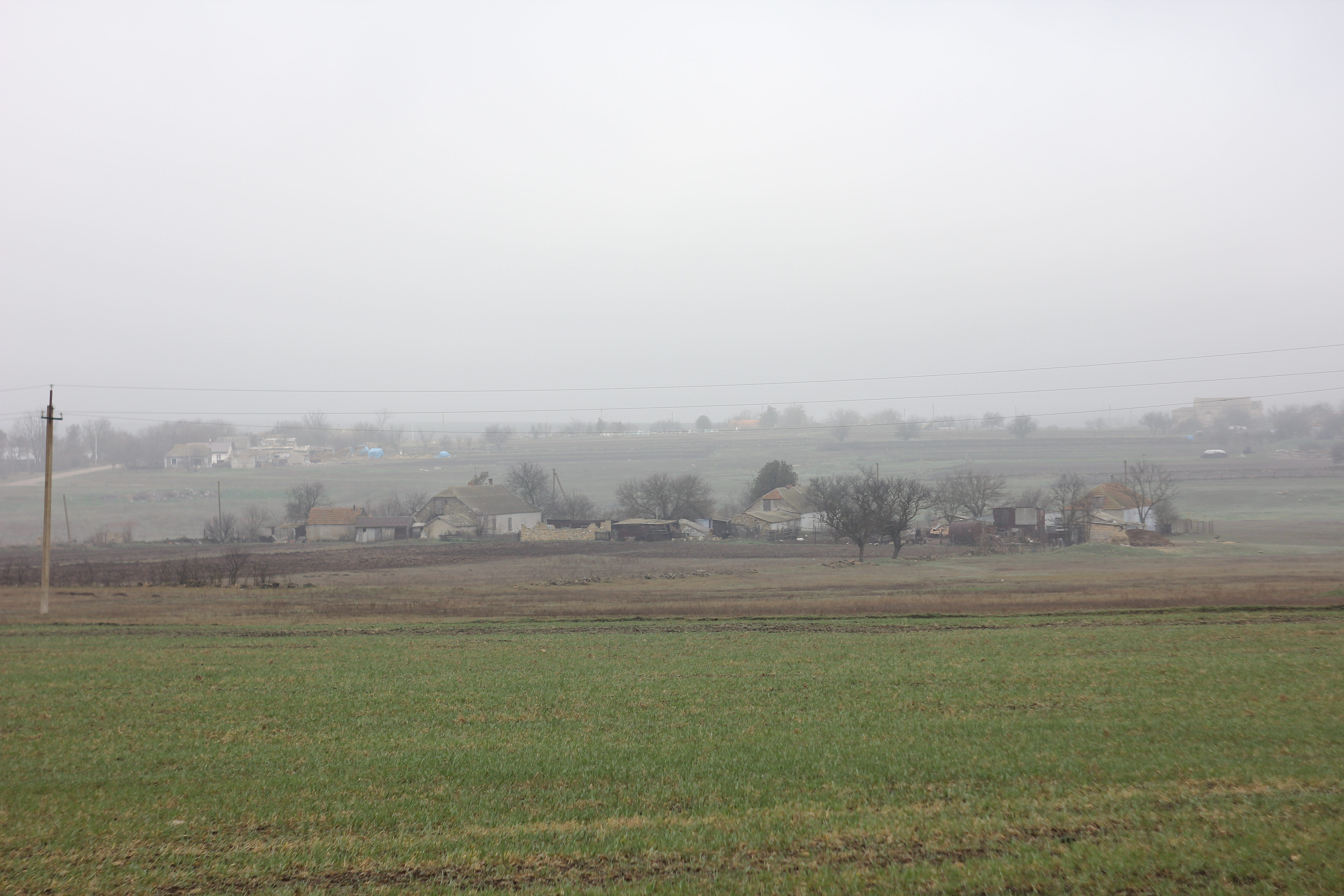
Blick auf Nowoseliwka

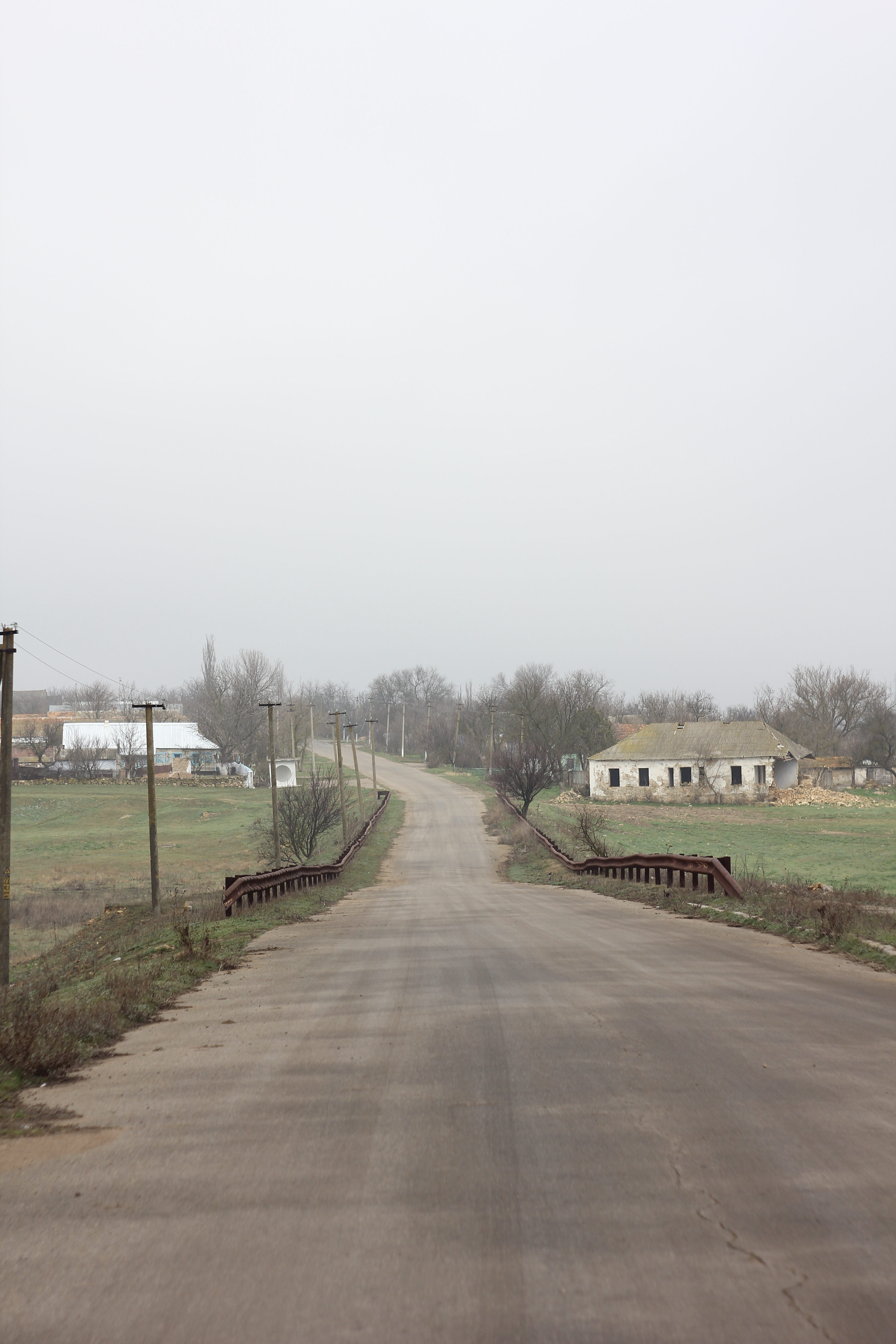
Straße ins Dorf

Das unter dem Namen Halbstadt (russisch Гальбштадт) gegründete Dorf lag in den Jahren 1925 bis 1939 im Deutschen Nationalrajon (Landau) Karl-Liebknecht, dessen Zentrum die Ortschaft Landau (später «Карла Лібкнехта») war.
Nach der Aufhebung des Karl-Liebknecht-Kreises im Jahr 1939 wurde der Varvarovsky-Kreis mit seinem Zentrum in der Stadt Varvarovka gegründet und das Dorf Halbstadt wurde Teil des Bezirks Varvarovsky.
Am 7. Juni 1946 wurde das Dorf Halbstadt (ukrainisch Holbschtat/Гольдштат) durch Erlass der Werchowna Rada der Ukrainischen SSR in Nowoseliwka umbenannt.
Bis 2016 war das Dorf Bestandteil der Landratsgemeinde von Krynytschky und gehört seitdem administrativ zur Landgemeinde Mychajliwka (Михайлівська сільська територіальна громада) im Westen des Rajon Mykolajiw.
Die Ortschaft liegt am Ufer der Solonycha (Солониха), einem rechten Nebenfluss des Südlichen Bugs, 8 km südöstlich vom Gemeindezentrum Mychajliwka (Михайлівка) und 35 km nordwestlich vom Rajon- und Oblastzentrum Mykolajiw. Südwestlich verläuft die Territorialstraße T–15–06 am Dorf vorbei.
Am 21. Juli 2016 wurde das Dorf ein Teil der neugegründeten Landgemeinde Mychajliwka (Михайлівська сільська громада/Mychajliwska silska hromada)., bis dahin war es ein Teil der Landratsgemeinde Krynytschky (Криничанська сільська рада/Krynytschanska silska rada) im Nordwesten des Rajons Mykolajiw.
Am 12. Juni 2020 wurde die Landgemeinde Mychajliwka aufgelöst und das Dorf ein Teil der Landgemeinde Stepowe.